# Rue du Coq (Liège)
Pour les articles homonymes, voir Rue du Coq.
La rue du Coq est une rue de la ville de Liège en Belgique.

## Situation et accès
Située dans le quartier de Burenville, cette voie rectiligne en légère déclivité mesure approximativement 155 m et compte une quarantaine d'immeubles d'habitation. La rue applique un sens unique de circulation automobile dans le sens Fontainebleau - Haut-Pré.

### Voies adjacentes
- Avenue de Fontainebleau
- Rue du Haut-Pré
- Rue Henri Baron
- Rue En-Bois

## Historique
La partie orientale de la rue initiale a été en partie détruite par le percement de l'avenue de Fontainebleau au cours des années 1970. Quelques immeubles faisant initialement partie de la rue du Coq et situés de l'autre côté de l'avenue de Fontainebleau ont été englobés dans la rue de Fexhe. Raisons pour lesquelles le numérotage de la rue commence aux numéros 41 (impair) et 50 (pair). 

## Bâtiments remarquables et lieux de mémoire
La plupart des immeubles ont été bâtis au début du XXe siècle donnant à cette artère une certaine homogénéité architecturale.
Les immeubles situés aux nos 64 et 80 possèdent des éléments de style Art nouveau : 
- il est possible que la maison sise au no 64 ait été réalisée d'après les plans de l'architecte Victor Rogister que les sculptures (dont deux têtes casquées) aient été conçues par Oscar Berchmans ; la façade asymétrique en brique cimentée blanche de deux travées et trois niveaux (deux étages) est ornée d'un garde-corps en ferronnerie aux lignes courbes et épurées[1].
- la maison sise au no 80 possède une porte d'entrée en bois sculpté et fers forgés surmontée d'une baie d'imposte à meneau ornée de vitraux polychromes aux motifs floraux ; le soubassement est réalisé en moellons de grès jaune, deux pilastres encadrent la travée de gauche et des bandeaux de briques bleu-ciel rythment les deux étages.